# Pachydactylus etultra
Espèce
Pachydactylus etultra est une espèce de geckos de la famille des Gekkonidae.

## Répartition
Cette espèce est endémique de la région d'Hardap en Namibie.

## Publication originale
- Branch, Bauer, Jackman & Heinicke, 2011 : A New Species of the Pachydactylus weberi Complex (Reptilia: Squamata: Gekkonidae) from the Namibrand Reserve, Southern Namibia. Breviora, no 524, p. 1-15 (texte intégral).